# Timur Lenk
Timur Lenk, Tamerlan, („Timur cel Șchiop”) (persană: تیمور لنگ, sau Timur-e Gurkāni, تيمور گوركانى, din mongolă kürügän „ginere”, aluzie la căsătoria cu o prințesă din clanul lui Ginghis Khan, n. 8 aprilie 1336 – d. 18 februarie 1405) a fost un cuceritor mongol, întemeietorul unui imperiu cu capitala la Samarkand (astăzi în Uzbekistan) și al dinastiei timuride, care a durat până în 1507. Statul întemeiat de el era vast, dar a avut existență efemeră. Imperiul se întindea din vestul Chinei până la Marea Caspică și din Pakistan până în Siria. În 1402, expansiunea hoardelor sale spre vest l-au adus în conflict cu Imperiul Otoman, în privința dominației Anatoliei. În bătălia de la Ankara, l-a înfrânt și făcut prizonier pe sultanul Baiazid I (Bayezit Yıldırım, „fulgerul”). Acesta a murit în captivitate. Timur a dispus inițial ca Baiazid să fie ținut într-o cușcă și arătat fiilor acestuia.
Timur Lenk a murit un an mai târziu, dar înfrângerea lui Baiazid la Ankara a întârziat căderea Constantinopolului (pe care Baiazid îl asediase) și a aruncat Imperiul Otoman într-o criză de succesiune între fiii lui Baiazid: Mahomed (Mehmet), Soliman (Süleyman) și Musa. După ani de lupte, în care a intervenit și voievodul Țării Românești Mircea cel Bătrân (în sprijinul lui Musa), Mahomed a ieșit învingător, păstrând unitatea imperiului, ce se întindea atunci din Anatolia până la Dunăre.
Timur Lenk a distrus multe orașe antice persane, adevărate oaze de cultură și civilizație în acea vreme. În 1401, la cucerirea Bagdadului, a masacrat 20.000 de oameni. A invadat și cucerit Delhi-ul. Descendentul lui Timur, Babur, înființează dinastia Mogulilor în 1526 în India, o dinastie de lungă durată. În afară de multe distrugeri și suferință nu a lăsat prea multe în urma lui.

## Biografia

### Originea și ascensiunea lui Timur
Numele său, Timur (sau Temür, Temir, Demir în limbile turcice), înseamnă „de fier”, „ca fierul”. Numelui îi este atașată porecla lenk, lang și aksak, cu semnificația "șchiopul", "ologul". Versiunea latinizată a numelui este Tamerlan. Timur era șchiop din cauza aderențelor de la nivelul rotulei genunchiului drept cauzate de o tuberculoză osoasă, diagnostic stabilit în 1941, când cercetători sovietici i-au exhumat cadavrul. Mai avea o pareză la umărul drept, urmare a unei răni produse de o săgeată.

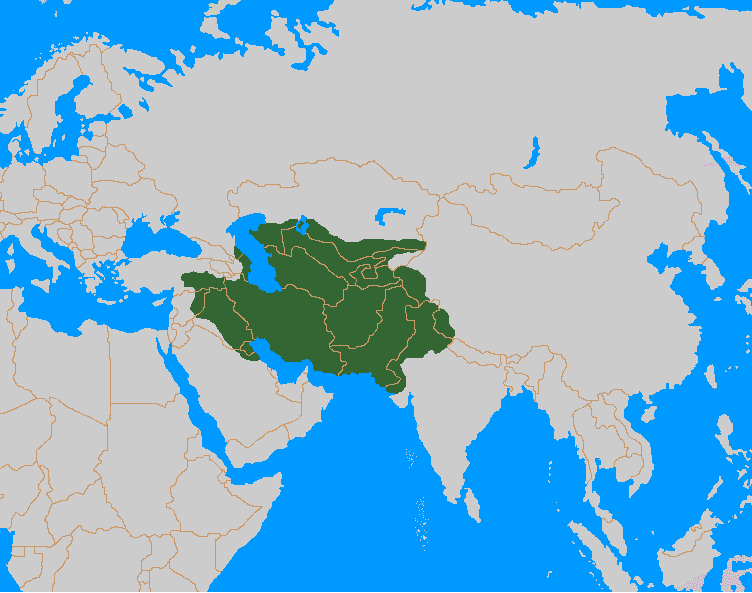
Întinderea imperiului lui Timur (1365-1405)

Timur provine din Transoxania („Țara de dincolo de Oxus” numele antic al râului Amudaria (râu de la granița dintre Afghanistan, Tadjikistan și Turkmenistan), fiind născut într-un trib mongol turcit (Barlas), tatăl lui a fost o căpetenie de trib. Ocupația lui Timur in tinerețe era tâlhăria (era hoț de cai), care în acea perioadă era ceva normal în Transoxania, după uciderea hanului Tarmașirin (1327–1334) și venirea la putere a emirului din Kazagan (1346–1357). Timur intră în slujba hanului Tuğluq, reușind după moartea lui (†1363) să-i înlăture de la conducere pe ceilalți urmași, ca Ilias Hodja, fiul hanului defunct, și pe Hussein, nepotul emirului din Kazagan (1364-1370), preluând conducerea Transoxaniei.

### Caracterisitici ale domniei sale

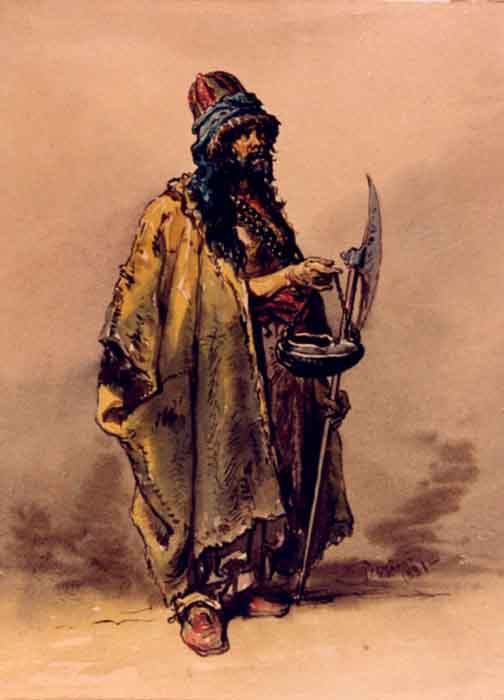
Un derviș turc pictură din 1860, de Amedeo Preziosi

Voind să arate dorința lui de reînnoire a Islamului și pentru legitimarea funcției de conducător mongol, Timur se căsătorește cu o fată din neamul lui Ginghis Han. El nu va deveni han. Atribuția aceasta a fost preluată de subordonați ai lui, care făceau parte din populația Çağatay. Timur primește titlul de emir. Prin căsătoria lui cu Sarai Mulk folosește și titlul de Gurkani (ginerele lui Ginghis Khan). Politica lui Timur duce la islamizarea Asiei centrale, ca și a mongolilor din imperiul său, proces început deja de hanul Tarmașirin. Teoretic, mongolii se supuneau regulilor confesionale Jasa (legea introdusă de Ginghis Han), însă practic acceptau mai mult Șaria (legile și ritualurile Islamului). Timur Lenk însuși a fost înmormântat ca derviș (sufi, „sfânt”).
Timur are o poziție controversată față de religia islamică, fiind considerat de unii sunnit (curent islamic care se consideră urmaș al lui Ahl ul-Sunna (أهل السنة, „poporul tradiției“), are însă relații contradictorii cu Sharia, respectând mai mult tradițiile turco-mongole, care nu acceptau toate punctele de vedere ale Islamului.

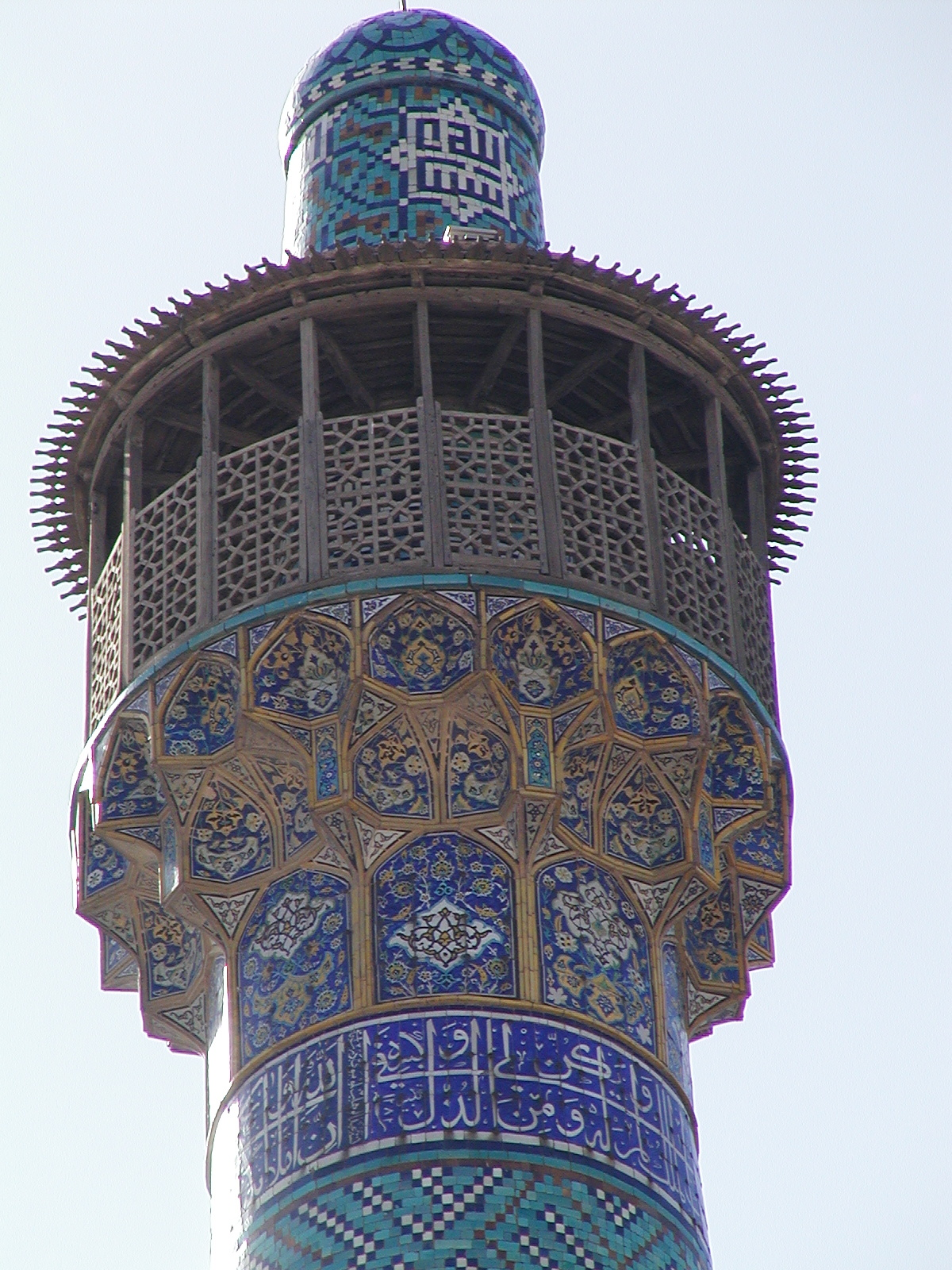
Moschee (minaret) din Isfahan (Iran)

Ca emir, reușește să extindă imperiul de durata cea mai scurtă din istoria Asiei centrale, fiind cunoscut în istorie ca un cuceritor fără scrupule, care lasă să fie masacrată populația orașelor cucerite, numărul victimelor cifrându-se la sute de mii. În mod deosebit au fost masacre în rândurile popoarelor din India și Georgia, revoltele fiind înăbușite cu cruzime. La cucerirea orașului persan Isfahan, în anul 1387, au fost făcute 28 de movile din capetele prizonierilor, în număr de circa 70.000, sau în orașul Isfizar, unde, din ordinul său, au fost zidiți de vii două mii de oameni.
Cu toată cruzimea lui, avea un sistem de tratare în mod diferențiat a prizonierilor, astfel aristocrația și preoțimea teritoriilor ocupate erau cruțate, trebuind însă să-și răscumpere libertatea. Timur căuta ca prin bunurile jefuite să readucă Transoxania într-o perioadă de înflorire economică.
Așa numitul „Centrul lumii” devin orașele Buhara și Samarkand. Mulțumită tributului încasat, acestea ajung să fie centre înfloritoare, cu clădiri impozante. Așa a apăru în Asia centrală stilul arhitectonic timurid, care se poate vedea și azi la moscheile Gur-e Amir, Bibi Hanîm. Stilul a fost puternic influențat de stilul persan. Timur primește în Samarkand vizita emisarului Spaniei și pe solii dinastiei chineze Ming, cu care va duce tratative, pentru a-și asigura câmp liber pentru acțiunile sale din restul Asiei.

### Cuceririle lui Timur

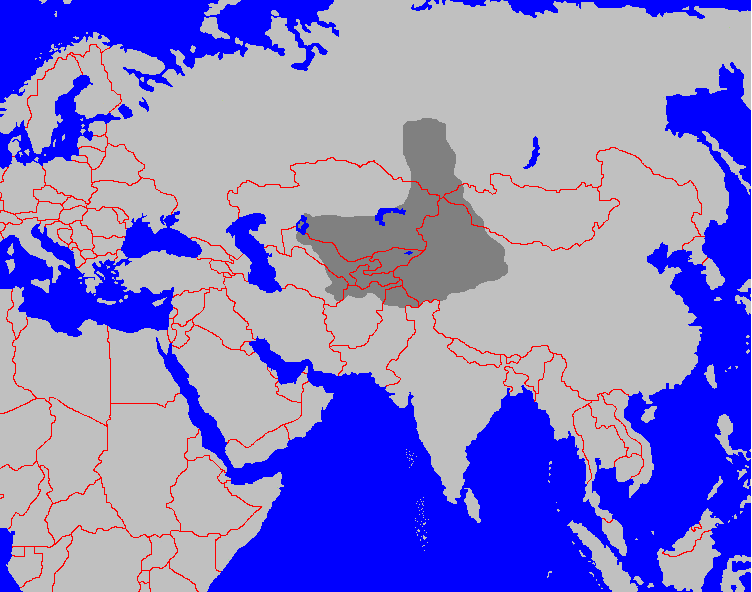
Hanatul Tshagatai (1226-1571)

Politica de cucerire va fi începută din anul 1380 astfel cade sub stăpânirea sa sudul Horasanului (Asia centrală, azi Iran, Afghanistan, Tadjikistan, Uzbekistan și Turkmenistan), urmează centrul și vestul Persiei, învingând astfel dinastiile: kartidă, sarbadară, muzaffaridă și djalairidă. În anul 1394 are sub controlul său un teritoriu ce aparține Irakului de azi, Iranului (pe atunci Persia), Azerbaidjan, Uzbekistan, Armenia și Georgia. Spre est trupele lui militare ajung la granițele mongole ocupând în 1389 tot teritoriul Ciagatai (Çağatay). În anii 1391 și 1395 Timur supune mongolii din Hoarda de Aur conduse de Tohtamîș (Toktamıș) (descendent al lui Ginghis Han (1380-1395)). În 1398 ocupă cu armata sa orașul Delhi, iar în anul 1401 cade orașul Damasc și Bagdad, urmând ca în 1402 să-l învingă pe sultanul aproape orb din dinastia otomană Baiazid, trupele lui ocupând Ankara. Prin învingerea lui Baiazid determină întârzierea expansiunii otomane, Timur ajungând „renumit” în Europa. Însă viitorul imperiului și succesiunea urmașilor nu este asigurată, Timur n-a luat măsuri de administrare a regiunilor ocupate, cu excepția zonei centrale a imperiului său (Çağatay), unde sunt luate unele măsuri ca prinții mongoli să devină urmașii lui Timur.
Ultima expediție militară a lui a fost împotriva dinastiei Ming din China, care refuzase plătirea mai departe a tributului. În iarna anului 1405, în timpul expediției militare de pedepsire a Chinei, Timur Lenk moare în urma unui exces alcoolic. Timur a murit lângă Șîmkent, pe teritoriul Kazahstanului de azi. El a fost înmormântat în Samarkand, unde i-a fost construit mausoleul Gur-e Amir. După moartea lui, imperiul s-a destrămat, statele de odinioară și-au redobândit independența.